# Leše (Tržič, Slovenija)
Leše je naselje u slovenskoj Općini Tržiču. Leše se nalazi u pokrajini Gorenjskoj i statističkoj regiji Gorenjskoj. 

## Stanovništvo
Prema popisu stanovništva iz 2002. godine naselje je imalo 210 stanovnika.